# Гродненска област
Гродненска област (на беларуски: Гродзенская вобласць) е една от 6-те области на Беларус. Площ 25 127 km² (най-малка по големина в Беларус, 12,1% от нейната площ). Население на 1 януари 2019 г. 1 039 278 души (най-малка по население в Беларус, 10,97% от нейното население). Административен център град Гродно. Разстояние от Минск до Гродно 343 km.

## Историческа справка
Най-старите градове в областта са: Гродно (първи сведения за селището от 1128 г.); Лида (първи сведения от 1380 г.), Слоним (град от 1500 г., вторично утвърден за град през 1796 г., основан в края на 10 век, първи исторически сведения от 1252 г.), Волковиск (град от 1507 г. вторично утвърден за град през 1796 г., първи исторически сведения от 1259 г.); Навагрудак и Ошмяни (градове от 1796 г., вторично признати за градове през 1940 г.). Най-новите градове в областта Иве и Свислоч (от 2000 г.) и Островец (от 2012 г.) са утвърдени за такива след признаването на независимостта на Беларус. Гродненска област е образувана на 20 септември 1944 г. от части на Белостокска, Брастка и Барановичка области. На 8 януари 1954 г. към Гродненска област са присъединени районите на заличените Молодечненска и Барановичка области.

## Географска характеристика
Гродненска област се намира в северозападната част на Беларус. На запад граничи с Подляско войводство на Полша, на север – с Литва, на североизток – с Витебска област, на изток – с Минска област и на юг – с Брестка област. В тези си граници заема площ от 25 127 km² (най-малката по големина в Беларус, 12,1% от нейната площ). Дължина от югозапад на североизток 270 km, ширина от северозапад на югоизток 128 km.
Гродненска област е разположена в западната част на Източноевропейската равнина. Централната ѝ част се заема от Неманската низина (височина до 90 – 150 m), а на север от нея се простира слабохълмистата Лидска равнина. На югозапад леко се издигат над околния терен Гродненското (240 m) и Волковиското възвишения, на североизток се издига Ошмянското възвишение (320 m), а на югоизток – Новогрудското възвишение с максимална височина 323 m (53°33′51″ с. ш. 25°47′58″ и. д. / 53.564167° с. ш. 25.799444° и. д.), издигаща се южно от град Навагрудак.
Климатът е умерено континентален със сравнително кратка и зима и влажно топло лято. Средна януарска температура от -4,5 °C на запад до -5,5 °C на изток, а средната юлска съответно 18 °C и 17,5 °C. Годишната сума на валежите се колебае от 550 mm в низините до 650 mm във възвишенията. Продължителността на вегетационния период (минимална денонощна температура 5 °C) е 190 – 200 денонощия.
Над 95% от територията на Гродненска област попада във водосборния басейн на река Неман, която се явява основна водна магистрала в областта. Основни притоци: леви – Уша, Сервеч, Молчад, Шчара, Зелвянка, Рос, Свислоч; десни – Березина, Гавя, Дитва, Лебеда, Котра. В крайния югозападен ъгъл на областта протича най-горното течение на река Нарев от басейна на Висла. Водите на реките основно се използват зо битово водоснабдяване. Езерата в областта са малко, като най-голямото е Белое.
В областта преобладават ливадно-подзолистите почви. В западните и югозападните райони, предимно в по-високите части са развити средноподзолисти песъчливи и пясъчни почви. По долината на река Неман са развити торфено-блатните и ливадно-алувиалните почви, а на югозапад и в отделни места в Новогрудското възвишение има значителни участъци заети от плодородните ливадно-карбонатни почви. Около 20% от територията на областта е покрита с гори. Горските масиви имат предимно островен характер и са „разхвърляни“ по цялата ѝ територия. В горските масиви преобладават иглолистните гори (72%) разположени основно в Гродненски, Слонимски и други райони, а на територията на Свислочки район попада северната част на резервата „Беловежка гора“. Блатата (предимно от низинен тип) и заблатените земи заемат почти 1/5 от територията на областта. В Гродненска област се срещат над 50 вида бозайници и около 200 вида птици – заек, лисица, белка, горски пор, плъх, дива свиня, лос, норка, язовец, хермелин, бобър (в югоизточните части). В резервата „Беловежка гора“ обитават зубри, благородни елени, сърни, диви свине и други ценни животни.

## Население
На 1 януари 2019 г. населението на Гродненска област област е наброявало 1 039 278 души (10,97% от населението на Беларус). Гъстота 41,36 души/km². Градско население 76,1%. Етнически състав: беларуси 66,7%, поляци 21,5%, руснаци 8,2%, украинци 1,4%, литовци 0,2%, татари 0,2% и др.

## Административно-териториално деление
В административно-териториално отношение Гродненска област се дели на 1 областен градски окръг, 17 административни района, 15 града, в т.ч. 1 град с областно подчинение и 14 града с районно подчинение, 16 селища от градски тип и 2 градски района в град Гродно.
| Административна единица | Площ (km²) | Население (2017 г.) | Административен център | Население (2017 г.) | Разстояние до Гродно (в km) | Други градове и сгт с районно подчинение |
| ----------------------- | ---------- | ------------------- | ---------------------- | ------------------- | --------------------------- | ---------------------------------------- |
| Областен градски окръг  |            |                     |                        |                     |                             |                                          |
| 1. Гродно               | 142        | 373 547             | гр. Гродно             | 373 547             | -                           |                                          |
| Административен район   |            |                     |                        |                     |                             |                                          |
| 1. Берестовицки         | 744        | 15 193              | сгт Болшая Берестовица | 5744                | 63                          |                                          |
| 2. Волковиски           | 1193       | 69 105              | гр. Волковиск          | 43 815              | 98                          | Красноселски, Рос                        |
| 3. Вороновски           | 1418       | 24 335              | сгт Вороново           | 6302                | 133                         | Радун                                    |
| 4. Гродненски           | 2594       | 49 466              | гр. Гродно             |                     | -                           | гр. Скидел, Сопоцкин                     |
| 5. Дятловски            | 1544       | 23 744              | гр. Дятлово            | 7490                | 199                         | Козловщина, Новоелня                     |
| 6. Зелвенски            | 870        | 14 375              | сгт Зелва              | 6581                | 132                         |                                          |
| 7. Ивевски              | 1846       | 22 458              | гр. Иве                | 7668                | 158                         | Юратишки                                 |
| 8. Корелички            | 1094       | 19 336              | сгт Кореличи           | 6393                | 194                         | Мир                                      |
| 9. Лидски               | 1567       | 131 240             | гр. Лида               | 101 928             | 132                         | гр. Берьозовка                           |
| 10. Мостовски           | 1342       | 27 735              | гр. Мости              | 15 770              | 60                          |                                          |
| 11. Навагрудакски       | 1668       | 44 630              | гр. Навагрудак         | 29 525              | 172                         | Любча                                    |
| 12. Островецки          | 1569       | 25 131              | гр. Островец           | 11 640              | 250                         |                                          |
| 13. Ошмянски            | 1216       | 30 613              | гр. Ошмяни             | 17 118              | 220                         |                                          |
| 14. Свислочки           | 1450       | 14 797              | гр. Свислоч            | 6370                | 90                          | Порозово                                 |
| 15. Слонимски           | 1471       | 63 687              | гр. Слоним             | 49 338              | 165                         |                                          |
| 16. Сморгонски          | 1490       | 51 390              | гр. Сморгон            | 37 528              | 260                         |                                          |
| 17. Шчучински           | 1912       | 38 496              | гр. Шчучин             | 16 175              | 68                          | Желудок, Острино                         |